# Pavel Badea
Pour les articles homonymes, voir Badea.
Pavel Badea est un footballeur international et un entraîneur roumain né le 10 juin 1967 à Craiova.

## Sélections
- 9 sélections et 2 buts avec l'équipe de Roumanie entre 1990 et 1992.

## Palmarès

### Universitatea Craiova
- Champion de Roumanie en 1991.
- Vainqueur de la Coupe de Roumanie en 1991.
- Finaliste de la Coupe de Roumanie en 1985.

### Suwon Samsung Bluewings
- Champion de Corée du Sud en 1998.
- Vice-Champion de Corée du Sud en 1996.
- Finaliste de la Coupe de Corée du Sud en 1996.
- Finaliste de la Coupe d'Asie des vainqueurs de coupe en 1998.
- K-League Classic Meilleur XI en 1998.

### Kashiwa Reysol
- Vainqueur de la Coupe de la Ligue japonaise en 1999.